# Ramzi Abid
Ramzi Abid (* 24. März 1980 in Montréal, Québec) ist ein kanadisch-britischer Eishockeyspieler, der im Verlauf seiner aktiven Karriere zwischen 1996 und 2014 annähernd 330 Spiele in der American Hockey League (AHL) auf der Position des linken Flügelstürmers bestritten hat. Darüber hinaus absolvierte Abid weitere 70 Partien für die Phoenix Coyotes, Pittsburgh Penguins, Atlanta Thrashers sowie Nashville Predators in der National Hockey League (NHL) und war fünf Spielzeiten im deutschsprachigen Raum aktiv.

## Karriere
Abid, dessen Vater aus Tunesien stammt und Mutter schottischen Ursprungs ist, begann seine Karriere im Sommer 1996 in der Ligue de hockey junior majeur du Québec (LHJMQ) bei den Saguenéens de Chicoutimi und erreichte mit dem Team den Memorial Cup. Beim NHL Entry Draft 1998 wurde er von der Colorado Avalanche aus der National Hockey League (NHL) in der zweiten Runde an 28. Stelle ausgewählt. Danach wechselte er innerhalb der LHJMQ zu den Titan d’Acadie-Bathurst, mit denen er wieder um den Memorial Cup spielte. Und auch in seiner dritten Station in der franko-kanadischen Juniorenliga bei den Halifax Mooseheads erreichte er das prestigeträchtige Turnier. Auch wenn er bei seinem dritten Finalturnier als Topscorer die Ed Chynoweth Trophy gewann, konnte er den Cup auch im dritten Anlauf nicht gewinnen. Da er von der Colorado Avalanche über einen Zeitraum von zwei Jahren keinen Vertrag erhalten hatte, wurde er beim NHL Entry Draft 2000 noch einmal gedraftet. Dieses Mal wählen ihn die Phoenix Coyotes in der dritten Runde an 85. Stelle aus.
In der folgenden Spielzeit startete er im Farmteam der Coyotes, den Springfield Falcons, in der American Hockey League (AHL). Eine langwierige Fußverletzung warf ihn jedoch zurück. Nachdem er im Jahr darauf erneut in Springfield gespielt hatte, kam er in der Saison 2002/03 bei den Phoenix Coyotes zu seinem NHL-Debüt. Zum Ende der Saison wurde er gemeinsam mit Dan Focht und Guillaume Lefebvre im Tausch für Jan Hrdina und François Leroux an die Pittsburgh Penguins abgegeben. Der Durchbruch in der NHL scheiterte erneut an einer Verletzung am Knie, aufgrund derer er den größten Teil der Saison verpasste. Während des Lockouts in der NHL-Saison 2004/05 spielte der Kanadier bei Pittsburghs AHL-Kooperationspartner Wilkes-Barre/Scranton Penguins. Im August 2005 verpflichteten ihn die Atlanta Thrashers als Free Agent. Er spielte jedoch nur sechs Spiele für Atlanta und war für den größten Teil der Saison für die Chicago Wolves in der AHL aktiv. Seinen nächsten Versuch startete er in der Saison 2006/07 bei den Nashville Predators, zu denen er ebenso als Free Agent stieß. Abermals fand sich Abid in AHL bei den Milwaukee Admirals wieder.
Zwischen 2007 und 2009 stand der Stürmer für den SC Bern in der Schweizer National League A (NLA) auf dem Eis, bevor er im Sommer 2009 zum HK Traktor Tscheljabinsk in die Kontinentale Hockey-Liga (KHL) wechselte. Während der Zeit in der Schweiz hatte er ebenso zwei Partien für die Rapperswil-Jona Lakers absolviert und im Jahr 2007 mit dem Team Canada den traditionsreichen Spengler Cup gewonnen. Nach 33 KHL-Partien für Tscheljabinsk wurde sein Vertrag im Januar 2010 aufgelöst und Abid wechselte zum Rögle BK in die schwedische Elitserien. Nach einer Spielzeit in Skandinavien lief er anschließend zwischen 2010 und 2012 für den EC Red Bull Salzburg auf, mit dem er im Jahr 2011 sowohl die österreichische Meisterschaft als auch die European Trophy gewann. Danach wechselte der Offensivspieler nach Finnland zu JYP Jyväskylä. Im Dezember 2013 reagierten die Grizzly Adams Wolfsburg aus der Deutschen Eishockey Liga (DEL) mit Abids Verpflichtung auf eine Verletzungsserie. Er erhielt in Wolfsburg einen Vertrag bis zum Saisonende und beendete nach der Spielzeit im Alter von 34 Jahren seine aktive Karriere.

## Erfolge und Auszeichnungen
| - 1998 Teilnahme am CHL Top Prospects Game - 1998 Trophée Michel Brière - 1998 Trophée Jean Béliveau - 1998 LHJMQ First All-Star Team - 1998 CHL Top Scorer Award - 1998 CHL Second All-Star Team - 1999 Coupe-du-Président-Gewinn mit den Titan d’Acadie-Bathurst | - 2000 LHJMQ First All-Star Team - 2000 CHL First All-Star Team - 2000 Ed Chynoweth Trophy - 2007 Spengler-Cup-Gewinn mit dem Team Canada - 2011 IIHF Continental Cup All-Star-Team - 2011 Österreichischer Meister mit dem EC Red Bull Salzburg - 2011 European-Trophy-Gewinn mit dem EC Red Bull Salzburg |

## Karrierestatistik
(Legende zur Spielerstatistik: Sp oder GP = absolvierte Spiele; T oder G = erzielte Tore; V oder A = erzielte Assists; Pkt oder Pts = erzielte Scorerpunkte; SM oder PIM = erhaltene Strafminuten; +/− = Plus/Minus-Bilanz; PP = erzielte Überzahltore; SH = erzielte Unterzahltore; GW = erzielte Siegtore; 1 Play-downs/Relegation; Kursiv: Statistik nicht vollständig)